# Landvogt der Niederlausitz
Die Landvögte der Niederlausitz waren die führenden Vertreter der böhmischen Könige und sächsischen Kurfürsten in der Niederlausitz vom 14. bis zum 17. Jahrhundert. Mehrere der Amtsinhaber waren auch Landvogt der Oberlausitz.

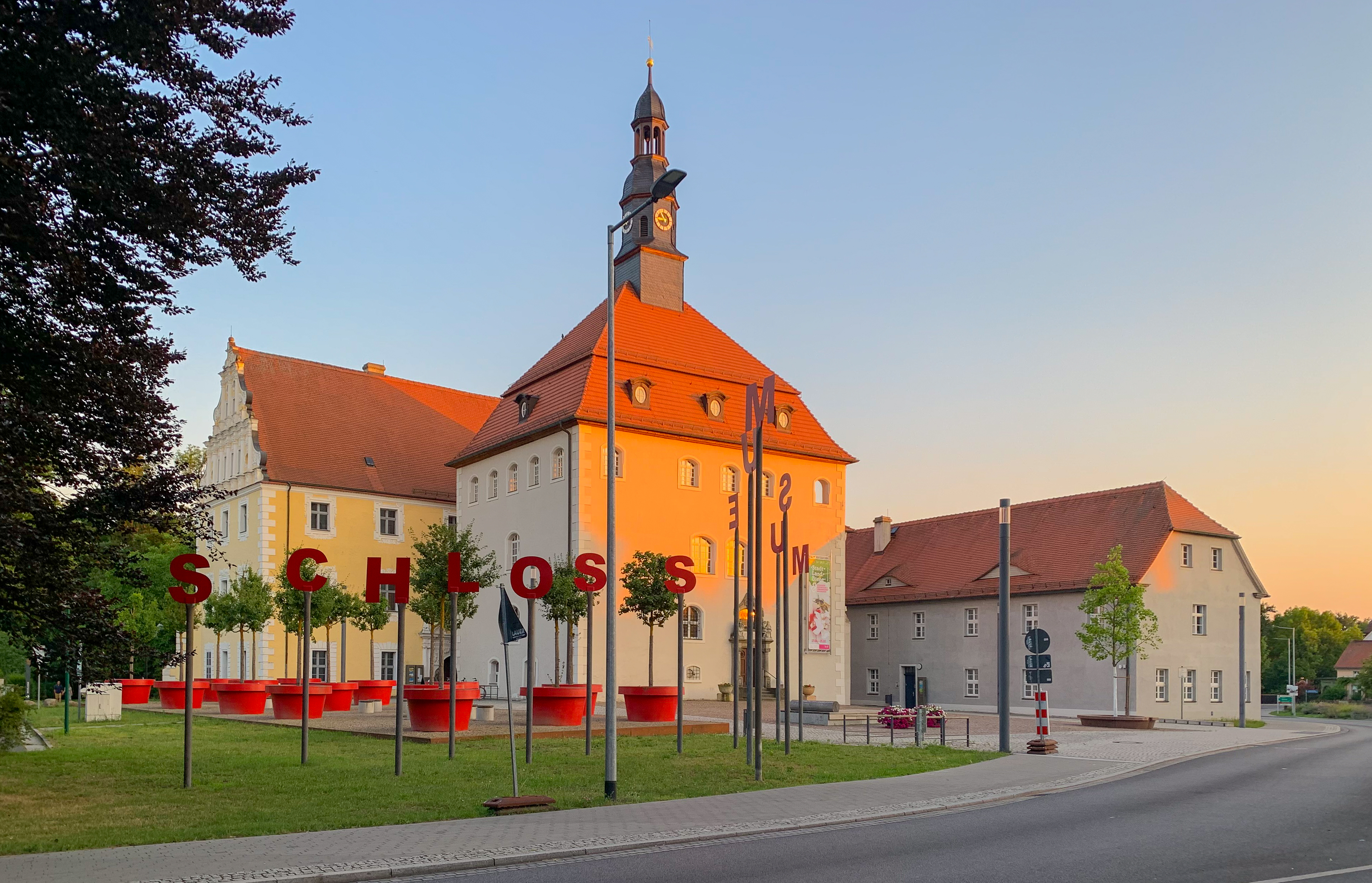
Schloss Lübben, Sitz des Landvogts und Versammlungsort der Landstände im Huldigungssaal

## Geschichte
Der erste Landvogt wurde 1359 unter sächsischer Pfandherrschaft in der Niederlausitz erwähnt. Bedeutende Kompetenzen für dieses Amt sind aus den wenigen erhaltenen Nachrichten auch für die Zeit nach der böhmischen Herrschaftsübernahme 1364 zunächst nicht erkennbar.
Bedingt durch die große Entfernung zu den Königen in Prag entwickelten sich die Befugnisse der Landvögte zunehmend. Im 15. Jahrhundert agierten sie weitgehend selbstständig mit landesherrlichen Befugnissen, sie stellten Urkunden über Lehnsvergaben und anderes aus, führten Kriege und bemühten sich, im Einvernehmen mit den Landständen, die Niederlausitz zu verwalten. Sitz des Landvogts und Versammlungsort der Landstände war Schloss Lübben.
Nach dem Übergang der Niederlausitz an das Kurfürstentum Sachsen 1635 wurde ihr Einfluss dann wieder geringer. Ende des 17. Jahrhunderts wurde das Amt nur noch zu einem bloßen Titel der sächsischen Kurprinzen (Thronfolger).

## Landvögte der Niederlausitz
- 1359 Kunz von Würzburg
- 1364 Johann von Herzenstein
- 1369 Epping von Grabeck

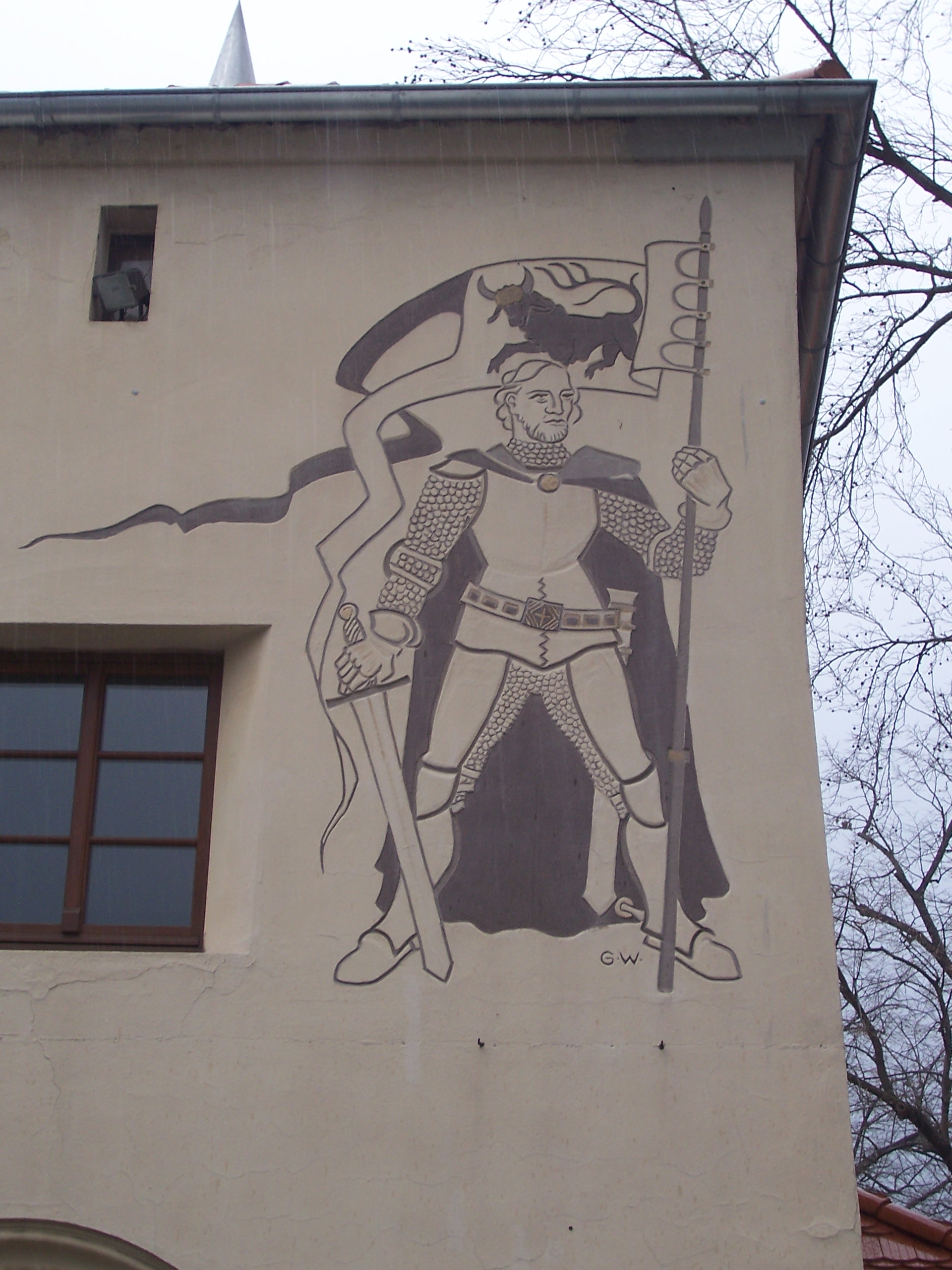
Fantasieporträt „Hans von Polenz“ von Günther Wendt (1908–1971) an der Galerie am Schloss in Senftenberg

- 1371 Heinrich VI. der Ältere Reuß zu Plauen
- 1375 Gebhard von Wiltperg
- 1377 Botho von Czastolowitz, später auch Landvogt von Zittau
- 1380–1386 Anshelm von Ronow, später auch Landvogt von Görlitz und Zittau
- 1387–1390 Jeschko Lubolitz
- 1389–1394 Otto von Kittlitz, später auch Landvogt der Oberlausitz
- 1394–1395 Balthasar von Ilow
- 1397–1407 Hynek Hlawatsch Berka von Dubá, später auch Landvogt der Oberlausitz
- 1409–1413 Hans von Torgow (Hans von Torgau)
- 1414–1438 Hans von Polenz, auch Verweser der Oberlausitzer Landvogtei, er war zudem zeitweise auch Pfandinhaber der Niederlausitz
- 1438–1447 Nikolaus von Polenz
- 1447–1450 Otto von Schlieben
- 1450–1453 Botho von Ileburg
- 1453–1456 Otto von Schlieben (s. o.)
- 1456 Paul von Kunersdorf
- 1457–1459 Wittchin von Kottwitz
- 1459–1461 Georg von Waldenfels
- 1462–1467 Albrecht Kostka von Postupitz
- 1463 Seyfried von Pytschen
- 1467–1469 Botho von Ileburg der Ältere
- 1469–1477 Jaroslav III. von Sternberg, war zuvor Landvogt der Oberlausitz
- 1477–1480 Melchior von Loeben
- 1480 Wenzel von Bieberstein
- 1481 Jahn (Johann) von Zawolsky
- 1481–1485 Georg von Stein, war auch Landvogt der Oberlausitz
- 1486–1490 Siegmund von der Weitmühl
- 1489–1492 Nickel von Köckritz
- 1493–1504 Heinrich III. von Plauen, Burggraf von Meißen und Hauptmann königlich-böhmischer Lehen
- 1504–1506 Sigismund, Herzog von Glogau und Troppau, er war gleichzeitig auch Landvogt der Oberlausitz und ab 1506 König von Polen und Großfürst von Litauen
- 1506–1508 Georg von Schellenberg, Fürst von Jägerndorf
- 1509–1539 Heinrich Tunkel von Bernitzko
- 1540–1554 Albrecht von Schlick Graf von Passaun
- 1556–1570 Bohuslav Felix von Lobkowitz und Hassenstein
- 1571–1595 Jaroslav von Kolowrat
- 1595–1598 Karl von Kittlitz
- 1599–1619 Heinrich Anselm von Promnitz
- 1619–1620 Heinrich Wilhelm Graf zu Solms
- 1621–1622 Heinrich Anselm von Promnitz
- 1623–1654 Siegmund Seyfrid von Promnitz (1595–1654), Sohn des vorigen
- 1654–1665 Heinrich Joachim von der Schulenburg

Nach dem Tod Heinrich Joachims von der Schulenburg wurde das Amt des Landvogtes nicht mehr besetzt. Der neue Landesherr der Niederlausitz Herzog Christian I. von Sachsen-Merseburg ersetzte 1666 die Landvogtei durch eine Oberamtsregierung, bestehend aus einem Präsidenten und vier Räten.